# Marnix Kolder
Marnix Kolder (Winschoten, 31 gennaio 1981) è un ex calciatore olandese, di ruolo attaccante.

## Carriera
Ha giocato nella massima serie del campionato olandese con Groningen e Go Ahead Eagles. Con la prima squadra, nella stagione 2007-2008, ha pure giocato 2 partite in Coppa UEFA.